# Alexander Brückner (historiker)
Alexander Brückner, född 5 augusti 1834 och död 15 november 1896, var en tysk-rysk historiker.
Brückner föddes i Sankt Petersburg, men utbildade sig vid tyska universitet, och verkade därefter 1861–1867 i den dåvarande ryska huvudstaden. Han var därefter 1867–1872 professor i rysk historia i Odessa och därefter 1872–1891 i Dorpat. Av politiska skäl tvångsförflyttades han till Kazan, varpå han tog avsked och bosatte sig i Jena 1891.
Brückner omfattande produktion är huvudsakligen kulturhistoriskt och nationalekonomiskt betonad. För politisk och militär historia hade han mindre intresse. Hans färnämsta arbeten är Finanzgeschichtliche Studien (1867), Culturhistorische Studien (1876), Iwan Possoschkow. Idéen und Zustände in Russland zur Zeit Peters ders Grossen (1878), Peter der Grosse (1879), Der Zarevitsch Alexei (1880), Katharina die Zweite (1883), Bilder aus Russlands Vergangenheit (1887), Die Europäisierung Russlands (1888), Potemkin (1891, på ryska), samt en ofulbordad Geschichte Ruslands bis zum Ende des 18. Jahrhunderts (1896).
MIndre betydande är en avhandling om rysk-svenska kriget 1788-1790 (1869, på ryska) och en serie artiklar om Gustav IV Adolf och Katarina II (i Vestnik Jevropy 1890).